# Eupsittula
Eupsittula (del griego antiguo eu, "bueno" o "verdadero" y del latín psittula, diminutivo para "loro") es un género de aves psitaciformes de la familia Psittacidae. Sus especies habitan bosques y selvas en regiones templadas y cálidas de América Central y del norte y centro de América del Sur, y son denominadas comúnmente loros, cotorras o calancates.
Hasta el año 2013, todas sus especies eran colocadas en el género Aratinga, el cual fue seccionado en 4 géneros al detectarse, sobre la base de análisis de ADN mitocondrial, su polifilia.

## Taxonomía
Este género fue descrito originalmente en el año 1853 por el naturalista, político y ornitólogo francés Charles Lucien Jules Laurent Bonaparte, hijo de Lucien Bonaparte y sobrino del emperador Napoleón Bonaparte.

## Especies
| Imagen | Nombre científico      | Nombre común         | Distribución                                                                                        |
| ------ | ---------------------- | -------------------- | --------------------------------------------------------------------------------------------------- |
|        | Eupsittula aurea       | Cotorra frentidorada | Este de Brasil, Bolivia, Paraguay, lejos del norte de Argentina y el sur de Surinam.                |
|        | Eupsittula cactorum    | Cotorra cactácea     | Región de caatinga en el noreste de Brasil.                                                         |
|        | Eupsittula canicularis | Perico atolero       | Del oeste de México a Costa Rica.                                                                   |
|        | Eupsittula nana        | Perico pecho sucio   | Jamaica, México y América Central; introducido en la República Dominicana.                          |
|        | Eupsittula pertinax    | Perico cara sucia    | Colombia, Venezuela, las Guayanas, Trinidad y Tobago, Curazao, Aruba, Bonaire y el norte de Brasil. |